# Siaraga Football Club
Siaraga Football Club é um clube de futebol vanuatuense com sede em Porto Vila. Disputa atualmente a PVFA Championship, correspondente à segunda divisão nacional.
Disputou a primeira divisão pela última vez em 2006.